# How I Like It
How I Like It è il primo album in studio da solista del cantante statunitense James Maslow, pubblicato nel 2017.

## Tracce
1. So Bad, So Bad – 3:23
2. Addicted – 3:19
3. How I Like It – 3:34
4. Worship – 2:49
5. Cry (featuring City Fidelia) – 3:21
6. Fairy Tail – 2:51
7. Who Knows – 3:33
8. You're the One (That Got Away) – 3:58
9. Breaking – 2:59
10. Get You There – 2:42
11. This House – 3:08
12. Cry (Acoustic) – 3:30